# Vasilij II. Vasiljevič
Vasilij II. Vasiljevič tudi Vasilij Slepi (rusko Васи́лий II Васи́льевич Тёмный), moskovski veliki knez, * 10. marec 1415, Moskva, † 27. marec 1462, Moskva.
Vasilij II. je leta 1425, komaj desetleten, podedoval po očetu položaj velikega kneza v Moskvi in Vladimiru, vendar je trdno zavladal šele leta 1450, po dolgem in utrujajočem boju z družino svojega strica. Boj za oblast je bil poln preobratov; Vasilij je trikrat izgubil položaj velikega kneza, ob tretji izgubi je bil tudi oslepljen. Nazadnje je vendarle uspel premagati nasprotnike, povečati in zaokrožiti ozemlje Velike moskovske kneževine in jo politično utrditi. Ruska pravoslavna Cerkev se je v njegovem času odcepila od carigrajske patriarhije.

## Nastop vladanja
Vasilij je bil najmlajši in edini preživeli sin velikega kneza Moskve in Vladimira, Vasilija I. Dimitrijeviča in Sofije Vitovtovne. Oče mu je zapustil položaj velikega kneza, s čimer pa se ni strinjal njegov stric Jurij Dimitrijevič, knez Zvenigorodski in Gališki, ki je želel obnoviti nekdaj veljavni sistem starešinstva, ki bi prinesel oblast njemu kot najstarejšemu v klanu. Ostalo sorodstvo je Vasilija podpiralo, pa tudi patriarh Fotije mu je bil naklonjen. Leta 1428 je bilo dogovorjeno, naj o sporu razsodi mongolski kan, formalno nadrejen moskovski kneževini. Kan Zlate horde Kučuk Mehmed je razsodil (1431) v prid Vasilija II. Šestnajstleten je bil kronan za moskovskega velikega kneza v Uspenski katedrali v Moskvi (dotlej so bila kronanja vedno v Vladimiru).

## Boj za oblast s stričevo družino
Vendar se stric Jurij zahtevi po knežjem naslovu ni odrekel. Vasilij II. je v vlogi velikega kneza med bojarji postopoma izgubljal naklonjenost. To je vzpodbudilo strica, da je skupaj s sinovi (Vasilijem Škilavim Dimitrijem Šemjakom in Dimitrijem Lepim) leta 1433, po Vasilijevi poroki s hčerko malojaroslavskega kneza, Marijo Jaroslavno, prešel v napad. Preden je Vasilij II. uspel zbrati svojo vojsko, so ga premagali na reki Kljazmi (1433). Vasilija so ujeli. Jurij se je v Moskvi proglasil za velikega kneza. Vasilija očitno ni upal usmrtiti (čeprav so ga sinovi k temu nagovarjali); izgnal ga je v Kolomno, 110 km jugovzhodno od Moskve.
Sedaj pa je Jurij Dimitrijevič, v vlogi velikega kneza, začel izgubljati podporo bojarjev, ki so začeli prehajati k Vasiliju II. v Kolomno. Zato se je odpovedal velikoknežjemu naslovu in se umaknil v svoj Galič. Že naslednje leto pa je ponovno napadel in zasedel Moskvo. To pot se je Vasilij pravočasno umaknil v Nižni Novgorod (danes Gorki). Jurij je še istega leta umrl. Po njegovi smrti se je za nadaljevanje boja odločil samo Vasilij Škilavi, druga dva brata sta Vasiliju II. priznala naslov velikega kneza.
Leta 1434 je prišlo do prave zmede medsebojnih bojev, izdajstev, prehodov z ene na drugo stran. Dimitrij Šemjak je zapustil Vasilija II. in se pridružil bratu Vasiliju Škilavemu. Sreča mu ni bila naklonjena, Vasilij II. ga je vrgel v temnico, Vasilija Škilavega pa premagal v bitki pri Rostovu (1436), ga zajel in oslepil. Dimitrij Šemjak je nekoliko kasneje prišel iz ječe in avtomatsko postal vodja nadaljevanja upora, ki je trajal do leta 1441, ko je sprte strani pomiril iguman Trojiškega samostana, Zenobija.

## Osamosvojitev ruske pravoslavne cerkve
Med tem so Turki vse bolj ogrožali Bizanc in cesar Ivan VIII. Paleolog se je v stiski pogovarjal o možnosti unije s katoliško cerkvijo. Leta 1439 se je udeležil ekumenskega koncila v Firencah, na katerem je carigrajska pravoslavna cerkev priznala podložnost papežu, sprejela katoliške dogme, vendar zadržala pravico do svojih obredov. Koncila se je udeležil tudi metropolit ruske pravoslavne cerkve Izidor, po narodnosti Grk. Po dokaj provokativnem povratku v Moskvo, s križem na čelu sprevoda, ga je dal Vasilij II. zapreti. Ruska pravoslavna cerkev je zavrnila sklepe firenškega zbora in prekinila odnose s carigrajskim patriarhatom. Leta 1448 so ruski episkopi izbrali novega metropolita Ivana. S tem se je ruska pravoslavna cerkev osamosvojila. Ni pozabila, kako odločno se je Vasilij II. postavil na njeno stran, in mu je bila odtlej popolnoma lojalna. Postopoma je postala podrejena državi. Kmalu je prišlo do padca Bizanca (1453), v čemer je moskovska cerkev videla božjo kazen. Središče pravoslavne cerkve se je pomaknilo v Moskvo, ruski narod pa se je s časom začel čutiti nosilca njenega poslanstva.

## Ponoven spopad z bratrancem. Oslepitev in zmaga. Zadnja leta
7. julija 1445 so Mongoli Kazanskega kanata na pohodu proti Moskvi v bitki pri Suzdalju popolnoma premagali maloštevilne Ruse in zajeli Vasilija II., kateremu Dimitrij Šemjak ni poslal pričakovane pomoči. Ranjenega Vasilija so v verigah pripeljali v Kazan. 14. julija je v Moskvi izbruhnil velik požar, ki je poškodoval tudi del moskovskega obzidja. Moskva je bila popolnoma izpostavljena sovražniku, a Mongoli so se iz neznanega razloga vrnili v Nižni Novgorod.
Vasilij II. je v ujetništvu storil vse, da bi se rešil ječe. Pristal je na odkupnino 200.000 rubljev in na to, da jo Mongoli iztirjajo sami, kar je privedlo do veliko nasilja in spopadov z mongolskimi odredi. Nezadovoljstvo naroda se je obrnilo proti Vasiliju II.
Na to je čakal Vasilij Šemjak. Povezal se je s tverskim in možajskim knezom in nekaterimi moskovskimi bojarji. Ti so, ko je Vasilij II. odpotoval v Trojiško-sergejevski samostan, Šemjakovi vojski odprli moskovska mestna vrata. 12. februarja 1446 je Šemjak zavzel Moskvo in zaprl Vasilijevo mater in ženo. Njegovi ljudje so v samostanu ujeli Vasilija II. in ga v Moskvi oslepili. Vasilij Šemjak se je tako maščeval za bratovo oslepitev. Proglasil se je za velikega kneza. Misleč, da je Vasilij II. slep nenevaren, mu je dodelil kot apanažo mesto Vologda, kakih 500 km severovzhodno od Moskve.
Vendar se je Vasilij II. uspel povezati s tverskim knezom. Pridružili so se mu tudi pristaši, ki so pred Šemjakom zbežali v Litvo. Še istega leta (1446) je Vasilij II. usvojil Moskvo. Šemjak se je umaknil v svojo Gališko kneževino. Leta 1449 je Vasilij II. sklenil s sosednjo Litvo sporazum o nenapadanju. Leta 1450 je zavzel Galič. Šemjak je zbežal v Novgorod. V tej vojni so Vasiliju II. pomagali mongolski odredi.
Šemjak je leta 1453 v Novgorodu umrl, morda zastrupljen
.
Šele tedaj si je Vasilij II. lahko podredil vsa tista ruska ozemlja, ki niso bila pod oblastjo Mongolov in Litvancev. Izven dosega njegovega vpliva sta ostali le ruski kneževini Tver in Novgorod. Leta 1456 je moskovska vojska pustošila po posestih Novgoroda.
Zadnja leta je Vasilij II. vladal s trdo roko. Izrekal je kazni (bičanja, mučenja, pohabljanja) vsem, ki so mu bili nekoliko sumljivi. Leta strahu pred sovražniki in trpljenje zaradi slepote so očitno močno vplivali nanj.
Od leta 1449 mu je pomagal vladati najstarejši sin Ivan, kasnejši car Ivan III.

## Družina
Vasilij II. je bil poročen z Marijo Jaroslavno, hčerko kneza Jaroslava Borovskega. Imela sta 8 otrok, od katerih so otroško dobo preživeli:
- Ivan III. (1440-1505), ruski car
- Jurij (1441-72), dmitrovski, možajski in serpuhovski knez
- Andrej Starejši (1446-1493), ugliški, zvenigorodski in možajski knez
- Boris (1449-94) vološki in ruzski knez
- Ana (1451-1501) rjazanska kneginja
- Andrej Mlajši (1452-81) vologodski knez.